# Rungkang (Gandrungmangu)
Rungkang is een bestuurslaag in het regentschap Cilacap van de provincie Midden-Java, Indonesië. Rungkang telt 2742 inwoners (volkstelling 2010).